# Разагілін
Разагілін (англ. Rasagiline, лат. Rasagilinum) — синтетичний препарат, який належить до групи інгібіторів моноамінооксидази типу В, який застосовується для лікування паркінсонізму. Разагілін застосовується перорально. Разагілін синтезований у 70-х роках ХХ століття у лабораторії компанії «Aspro Nicholas», і початково досліджувався як потенційний антигіпертензивний препарат. Проте пізніше ізраїльський дослідник іранського походження Мусса Юдім висловив припущення, що разагілін може бути ефективним проти паркінсонізму. У подальших дослідженнях, які проводились у співпраці з ізраїльським технологічним інститутом «Техніон» та фармацевтичною компанією «Teva Pharmaceutical», Мусса Юдім зі своїми помічниками ідентифікували R-ізомер препарату, та синтезували активну форму препарату.

## Фармакологічні властивості
Разагілін — синтетичний препарат, який належить до групи інгібіторів моноамінооксидази типу В, та застосовується для лікування паркінсонізму. Механізм дії препарату полягає в інгібуванні ферменту моноамінооксидази типу B, яка переважно локалізована в головному мозку. Наслідком цього є інгібування зворотнього захоплення дофаміну в синапсах у центральній нервовій системі, що призводить до збільшення концентрації дофаміну в ядрах екстрапірамідної системи та інших відділах мозку та усуненню його дефіциту в нервових закінченнях, наслідком чого є зменшення симптомів паркінсонізму. Разагілін також має здатність знижувати утворення вільних радикалів, що виникають при окисленні біогенних амінів, а також має нейропротекторну дію. На відміну від іншого протипаркінсонічного препарату та інгібітора моноамінооксидази селегіліну, під час метаболізму разагіліну не утворюються метамфетамін та амфетамін, які мають здатність підвищувати артеріальний тиск та спричинювати тахікардію. Разагілін застосовується для лікування паркінсонізму як самостійний препарат, так і в комбінації з леводопою. Більша ефективність препарату спостерігається на ранній стадії захворювання, в осіб з моторними флуктуаціями, дискінезіями та нервово-психічних симптомах.

### Фармакокінетика
Разагілін добре і швидко всмоктується при пероральному застосуванні, проте його біодоступність становить лише 36 % у зв'язку з ефектом першого проходження через печінку. Максимальна концентрація разагіліну в крові спостерігається протягом 30 хвилин після прийому препарату. Препарат у помірній кількості (на 60—70 %) зв'язується з білками плазми крові. Разагілін проникає через гематоенцефалічний бар'єр, через плацентарний бар'єр, та виділяється в грудне молоко. Метаболізується препарат у печінці з утворенням неактивних або малоактивних метаболітів. Виводиться разагілін із організму переважно з сечею (60 %) у вигляді метаболітів, частково (20 %) виводиться з калом. Період напіввиведення препарату становить 0,6—2 години.

## Покази до застосування
Разагілін застосовується для лікування паркінсонізму, як самостійний препарат, так і в комбінації з леводопою.

## Побічна дія
При самостійному застосуванні разагіліну спостерігаються наступні побічні ефекти:
- Алергічні реакції та з боку шкірних покривів — шкірні алергічні реакції, гарячка, грипоподібний синдром, шкірний висип, контактний дерматит, рак шкіри.
- З боку травної системи — диспепсія, зниження апетиту, метеоризм.
- З боку нервової системи — судоми, галюцинації, кон'юнктивіт, швидка втомлюваність, головний біль, запаморочення, депресія, рідко порушення мозкового кровообігу.
- З боку серцево-судинної системи — стенокардія, рідко інфаркт міокарду.
- Інші побічні ефекти — лейкопенія, риніт, біль у шиї, біль у суглобах, судоми м'язів, частий сечопуск, затримка сечопуску.

## Протипокази
Разагілін протипоказаний при підвищеній чутливості до препарату, при одночасному застосуванні інших інгібіторів монооксидази та іншими симпатоміметиками, опіоїдами та їх похідними (петидином, декстрометорфаном), печінковій недостатності, вагітності та годуванні грудьми, особам у віці менше 18 років.

## Форми випуску
Разагілін випускається у вигляді таблеток по 0,0005 і 0,001 г.